# تومي هينكلي
تومي هينكلي (بالإنجليزية: Tommy Hinkley)‏ مواليد 31 مايو 1960 في إل سنترو، الولايات المتحدة، هو ممثل أمريكي بدأ مسيرته الفنية سنة 1987.

## الأعمال
- ذا هيومن شايد
- رجل السلك
- اعترافات عقلية خطيرة
- أوشن 13

## روابط خارجية
- تومي هينكلي على موقع IMDb (الإنجليزية)
- تومي هينكلي على موقع قاعدة بيانات الفيلم (الإنجليزية)
- تومي هينكلي على موقع كينوبويسك (الروسية)